# Aleksey Sergeyevich Dreev
Aleksey Sergeyevich Dreev (tiếng Nga: Алексей Сергеевич Дреев; sinh 20 tháng 1 năm 1969) là một đại kiện tướng cờ vua Nga. Đỉnh cao hệ số Elo cá nhân của ông là 2711, đạt được tại bảng xếp hạng tháng 7 năm 2011.

## Sự nghiệp
Từ khi còn là một tài năng cờ vua trẻ triển vọng, Dreev từng được huấn luyện viên hàng đầu thế giới Mark Dvoretsky huấn luyện. Dreev vô địch U-16 thế giới hai năm 1983 và 1984 và vô địch thanh niên châu Âu năm 1988. Năm 1989 ông trở thành đại kiện tướng, vô địch một giải đấu mạnh ở Moskva với thành tích +5 =5 −1 và lần đầu dự giải vô địch Nga.
Trong giải vô địch thế giới giai đoạn 1990–1993 ông lọt vào vòng Candidates nhờ giành thứ hạng cao tại Interzonal năm 1990 ở Manila, tuy nhiên thua Anand ở trận đấu vòng 16 năm 1991 tại Madras (+1 =5 −4).
Sau đó tại Giải vô địch thế giới của FIDE, tổ chức lần đầu tại Groningen năm 1997, ông vào đến tứ kết trước khi thua Boris Gelfand. Trong 4 giải vô địch thế giới FIDE tiếp theo (theo thể thức loại trực tiếp), ông đều vào đến vòng 16 kỳ thủ.
Chiến thắng lớn nhất của ông là ở giải Biel (+5 =8 −0) và Hoogovens (+9 =4 −1), đều trong năm 1995. Ở Hoogovens Dreev thắng Bareev với tỉ số 2,5-1,5 tại chung kết. Dreev có hiệu suất thi đấu tốt nhất tại giải vô địch Nga năm 2004 ở Moskva, về hạng ba (+4 =5 −2). Vô địch giải này là Kasparov.
Năm 2000 Dreev vô địch giải cờ chớp châu Âu đầu tiên tại in Neum, hơn Ivan Sokolov hệ số phụ.
Năm 2007 ông vô địch giải Parsvnath mở rộng lần thứ 5 ở New Delhi. Dreev vô địch giải Magistral Casino de Barcelona đánh vòng tròn năm 2008. Năm 2011 ông vô địch giải Cento mở rộng.
Dreev vô địch cờ nhanh châu Âu năm 2012 tại Warszawa.
Tháng 5 năm 2013 ông đồng điểm vô địch với 9 kỳ thủ khác tại Giải vô địch châu Âu, xếp hạng 9 sau khi xét hệ số phụ. Tháng 10 năm 2013 Dreev vô địch giải Indonesia mở rộng lần thứ 3 ở Jakarta.
Dreev từng tham gia đội tuyển Nga dự 5 Olympiad Cờ vua trong khoảng thời gian từ 1992 đến 2004, với 3 huy chương vàng đồng đội các năm 1992, 1994 và 1996 và huy chương bạc năm 2004. Thành tích tổng cộng qua các Olympiad của ông là +15 =23 −6 (60.2%).
Tháng 1 năm 2016, Dreev đồng điểm vô địch giải Tata Steel Challengers 2016 (cùng với Adhiban và Safarli). Tuy nhiên sau khi xét hệ số phụ, Adhiban là kỳ thủ giành ngôi vô địch.

### Cúp thế giới
| Năm                 | 2005 | 2007 | 2009 | 2011 | 2013 | 2015 |
| ------------------- | ---- | ---- | ---- | ---- | ---- | ---- |
| Cúp cờ vua thế giới | V4   | K    | K    | K    | V3   | K    |

Chú thích:

K: Không tham dự

V3: Vòng 3

V4: Vòng 4

## Sách
- Dreev, Alexey (2007). My One Hundred Best Games. Chess Stars. ISBN 978-9548782555.
- Dreev, Alexey (2010). The Moscow & Anti-Moscow Variations. An Insider's View. Chess Stars. ISBN 978- 954-8782-74-6.
- Dreev, Alexey (2011). The Meran & Anti-Meran Variations. An Insider's View. Chess Stars. ISBN 978-9548782807.
- Dreev, Alexey (2013). Dreev vs. the Benoni. Chess Stars. ISBN 978-9548782920.
- Dreev, Alexey (2014). Anti-Spanish - The Cozio Defence. Chess Stars. ISBN 978-619-7188-01-1.
- Dreev, Alexey (2015). Attacking the Caro-Kann. Chess Stars. ISBN 978-6197188042.

## Ván đấu nổi bật
- Alexey Dreev-Gata Kamsky Kazakhstan 1987 khai cuộc Ponziani 1-0 56 nước.[12]
- Alexey Dreev-Viswanathan Anand Candidates match game 3 1991 Queen's Indian defence 1-0 46 nước.[13]
- Loek van Wely-Alexey Dreev World cup 2005 Semi-Slav defence 0-1 91 nước.[14]
- Alexander Morozevich-Alexey Dreev Russian Superfinals 2007 Sicilian defence 0-1 49 nước.[15]
- Sam A Schmakel-Alexey Dreev Millionaire Chess 2014 Slav defence modern line 0-1 39 nước.[16]